# Once Caldas
Once Caldas ist ein kolumbianischer Fußballverein aus Manizales, der Hauptstadt des Departamento de Caldas. Die Vereinsfarben sind Grün, Weiß und Rot. Die Mannschaft spielt meist ganz in Weiß und wird daher auch el blanco blanco genannt.

## Geschichte
Der Verein entstand 1959 durch die Zusammenlegung der Vereine Once Deportivo und Deportes Caldas zu Once Caldas. 1961 spielte der Verein erstmals in der obersten kolumbianischen Spielklasse. Der erste internationale Auftritt fand 1998 statt, als man sich für die Copa Conmebol qualifizieren konnte. 1999 und 2002 erreichte Once Caldas die Teilnahme an der Copa Libertadores. 2003 gelang zum zweiten Mal der Gewinn der kolumbianischen Meisterschaft. Die erste Meisterschaft hatte 1950 der Vorgängerverein Deportes Caldas gewonnen. In den Jahren 2009 und 2010 folgten zwei weitere Halbserien-Meistertitel.
2004 gewann Once Caldas bei der dritten Teilnahme überraschend die Copa Libertadores und ist damit die zweite Mannschaft aus Kolumbien nach Atlético Nacional aus Medellín im Jahr 1989, der dies gelang. Nachdem die Mannschaft im Hinspiel in Buenos Aires gegen den argentinischen Vertreter und hohen Favoriten Boca Juniors ein 0:0 halten konnte und das Rückspiel mit 1:1 endete, gewann Once Caldas das entscheidende Elfmeterschießen mit 2:0. Am 12. Dezember 2004 spielte die Mannschaft in Tokio gegen den FC Porto um den Weltpokal, verlor aber nach torlosem Spiel und Verlängerung mit 7:8 im Elfmeterschießen.

## Stadion

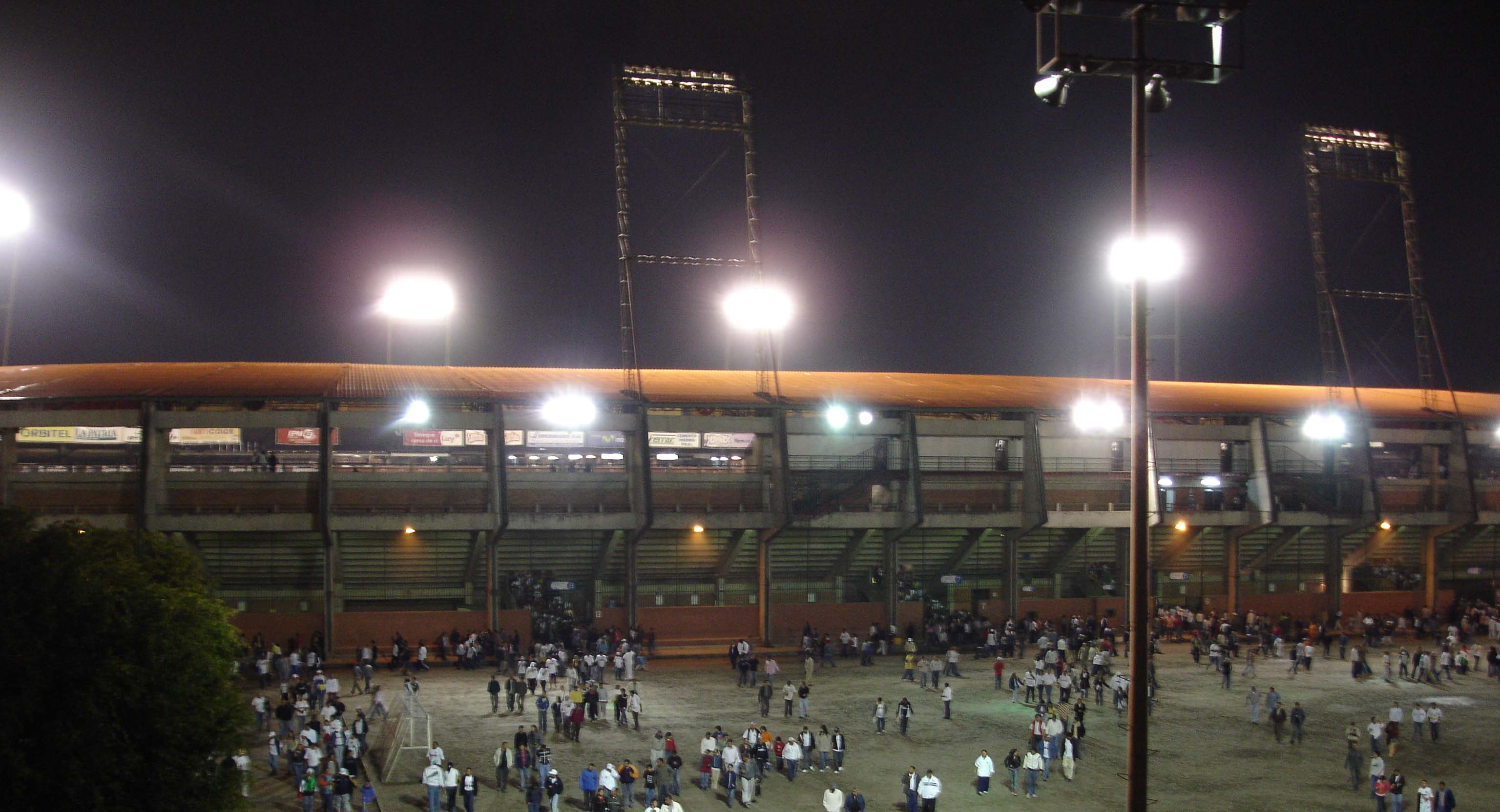
Das Estadio Palogrande in Manizales

Once Caldas trägt seine Heimspiele im Estadio Palogrande aus. Auf den vollüberdachten Rängen finden 36.553 Menschen Platz. Das 1994 eingeweihte Mehrzweckstadion entstand auf dem Grund des 1936 erbauten und 16.000 Zuschauer fassenden Estadio Fernando Londoño y Londoño.
Der Name des Stadions rührt von einem großen Baum, einem "großen Pfahl" her, der sich auf einem Anwesen hier in den frühen 1930er Jahren befand. Das Stadion war auch Austragungsort bei der Copa América 2001.

## Sportlicher Verlauf

### Erfolge
- Copa Libertadores: 2004
- Meister von Kolumbien: 1950 (als Deportes Caldas), 2003-I, 2009-I, 2010-II
- Teilnahme an der Copa Libertadores: 8×

1999: Gruppenphase
2002: Gruppenphase
2004: Sieger
2005: Achtelfinale
2010: Achtelfinale
2011: Viertelfinale
2012: Qualifikation
2015: Qualifikation
- Teilnahme an der Copa Sudamericana: 1×

2019: 1. Runde
- Teilnahme am Weltpokal: 1×

2004: Unterlegener Finalist
- Teilnahme an der Recopa Sudamericana: 1×

2005: Unterlegener Finalist
- Teilnahme an der Copa Conmebol: 1×

1998: 1. Runde

### Saisondaten seit 2010
| Spielzeit               | Liga                 | Ligaebene | Platz | Finalrunde          |
| ----------------------- | -------------------- | --------- | ----- | ------------------- |
| 2010-I                  | Liga Postobón        | I         | 10.   | -                   |
| 2010-II                 | Liga Postobón        | I         | 2.    | 1. Gruppe B Meister |
| 2011-I                  | Liga Postobón        | I         | 1.    | Viertelfinale       |
| 2011-II                 | Liga Postobón        | I         | 3.    | Finale Vizemeister  |
| 2012-I                  | Liga Postobón        | I         | 17.   | -                   |
| 2012-II                 | Liga Postobón        | I         | 15.   | -                   |
| 2013-I                  | Liga Postobón        | I         | 7.    | 4. Gruppe A         |
| 2013-II                 | Liga Postobón        | I         | 6.    | 4. Gruppe B         |
| 2014-I                  | Liga Postobón        | I         | 5.    | Viertelfinale       |
| 2014-II                 | Liga Postobón        | I         | 5.    | 4. Gruppe A         |
| 2015-I                  | Liga Águila          | I         | 13.   | -                   |
| 2015-II                 | Liga Águila          | I         | 5.    | Viertelfinale       |
| 2016-I                  | Liga Águila          | I         | 10.   | -                   |
| 2016-II                 | Liga Águila          | I         | 13.   | -                   |
| 2017-I                  | Liga Águila          | I         | 16.   | -                   |
| 2017-II                 | Liga Águila          | I         | 17.   | -                   |
| 2018-I                  | Liga Águila          | I         | 8.    | Viertelfinale       |
| 2018-II                 | Liga Águila          | I         | 2.    | Viertelfinale       |
| 2019-I                  | Liga Águila          | I         | 10.   | -                   |
| 2019-II                 | Liga Águila          | I         | 10.   | -                   |
| 2020                    | Liga BetPlay Dimayor | I         | 11.   | -                   |
| 2021-I                  | Liga BetPlay Dimayor | I         | 15.   | -                   |
| 2021-II                 | Liga BetPlay Dimayor | I         | 17.   | -                   |
| grün unterlegt: Meister |                      |           |       |                     |

## Trainer
- Carlos Alberto (1989–1990)
- Luis Montoya (2003–2004)
- Flabio Torres (2013–2015)[1]
- Javier Torrente (2015–2016)[2]
- Hernán Alberto Lisi (2016–2017)[3]
- Francisco Maturana (2017)[4]
- Hubert Bodhert (2017–)[5]

## Ehemalige Spieler
- Edwin Congo
- Sergio Galván
- Elkin Soto
- John Viafara
- Dayro Moreno
- Arnulfo Valentierra
- Juan Carlos Henao